# Alberto Briganti
Alberto Briganti (Umbertide, 22 dicembre 1896 – Roma, 2 luglio 1997) è stato un generale e aviatore italiano.
Inizialmente membro della Regia Marina, volò come pilota di idrovolanti durante la prima guerra mondiale e partecipò all'impresa di Fiume di Gabriele D'Annunzio. Passato alla Regia Aeronautica nel 1923, ricoprì vari incarichi di comando in Libia, in Italia e nell'Egeo, venendo poi catturato dai tedeschi dopo le vicende armistiziali. Nel dopoguerra fu sottocapo di stato maggiore dell'Aeronautica Militare.

## Biografia
La carriera di Briganti iniziò come guardiamarina di complemento nella Regia Marina nel 1916, assegnato alle stazioni idrovolanti di Venezia, Ancona e Porto Corsini; in questa veste compì varie missioni di bombardamento pilotando idrovolanti L.3 ed FBA e ottenne due medaglie di bronzo al valor militare. 
Nell'autunno 1917 arriva alla 252ª Squadriglia idrovolanti sull'Isola di Sant'Andrea (Venezia) ed il 16 novembre è nella 253ª Squadriglia.
Il 1º giugno 1918 il Sottotenente di Vascello Briganti è in forza alla 264ª Squadriglia di Ancona su FBA.
Il 3 giugno due matrosen (marò) austroungarici di origine italiana, decisero di disertare e trafugarono un idrovolante Lohner L con cui attraversarono in volo il Mare Adriatico ammarando nelle vicinanze di Fano. Avvistato dal personale del 2° Treno Armato, l'aereo fu identificato e catturato insieme all'equipaggio. Dalla Stazione Idrovolanti di Ancona egli venne celermente inviato sul posto, a mezzo idrovolante FBA, insieme al tenente di vascello Aldo Pellegrini, con il compito di recuperare il velivolo.
In seguito divenne pilota di idrovolanti della Milizia Legionaria durante l'impresa di Fiume dal 4 febbraio al 12 settembre 1920. Nel 1921 passò in servizio permanente effettivo col grado di sottotenente di vascello. 
Promosso tenente di vascello prese parte alla riconquista della Libia a bordo della nave da battaglia Vittorio Emanuele. Nel 1923 uscì dai ruoli della Regia Marina per entrare col grado di capitano nella nascente Regia Aeronautica, alla quale era stata passata la competenza di ogni velivolo delle forze armate italiane.
Nel 1926 divenne segretario militare del generale Alberto Bonzani, sottosegretario all'Aeronautica e nel 1927-28 aiutante di volo di Italo Balbo, all'epoca generale e sottosegretario all'Aeronautica dopo Bonzani. 
Dal 1928 al 1930 era il comandante del Centro Sperimentale Idrovolanti di Vigna di Valle.
Dal 1930 al 1933 fu aiutante di campo del re Vittorio Emanuele III. 
Dal 20 novembre 1933 al 5 marzo 1936 era comandante dello Stormo Sperimentale B.M. (poi 31º Stormo) all'Idroscalo di Orbetello e nel 1936 comanda la 1ª Brigata Aerea da Bombardamento.
Dal 1938 al maggio 1940 comandò l'aeronautica della Libia, passando quindi fino al 1941 al vertice della 1ª Zona aerea territoriale e, quindi, per breve tempo al comando ad interim della 1ª Squadra aerea. 
Dal 1º gennaio 1942 comanda l'Aviazione ausiliaria per la Marina ed avanzato al grado di generale di brigata aerea, nel 1943 divenne comandante di Aereomil Egeo, l'Aeronautica dell'Egeo - AEGE (comando della Regia Aeronautica nelle Isole italiane dell'Egeo).
In seguito all'8 settembre 1943 ed ai combattimenti della campagna del Dodecaneso nella quale tentò inutilmente di indurre l'ammiraglio Inigo Campioni, all'epoca governatore militare delle isole, a combattere i tedeschi con gli stessi metodi da loro utilizzati facendo prigioniero il generale Ulrich Kleemann, comandante della Sturmdivision Rhodos, che si era recato ad un colloquio sotto bandiera bianca. Il 9 settembre ottenne da Campioni il permesso di aprire il fuoco contro le truppe tedesche e i velivoli a terra nell'aeroporto di Marizza, ma già l'11 settembre la resistenza italiana era cessata. I tedeschi gli proposero di collaborare, e con lui tutto il personale dell'aeronautica italiana, ma Briganti respinse la proposta riscuotendo il consenso della maggior parte dei suoi uomini.
Deportato dai tedeschi nel campo di Offizierlager 64/Z a Schokken in Polonia, riuscì a fuggire insieme al generale Francesco Antonio Arena, già comandante della Divisione corazzata "Ariete" durante la campagna d'Africa e la seconda battaglia di El Alamein, alla doppia fucilazione per errore da parte dei sovietici che invece costò la vita al suo compagno di fuga.
Dopo la guerra il capo di stato maggiore dell'Aeronautica Mario Ajmone Cat lo nominò capo di stato maggiore aggiunto dell'Aeronautica Militare, ricoprendo questo incarico tra il 3 agosto 1946 ed il 1º gennaio 1947; immediatamente dopo venne nominato sottocapo di stato maggiore dell'aeronautica e nel novembre 1947 divenne segretario generale dell'aeronautica. Si congedò dopo essere stato dal 1949 presidente del Consiglio superiore dell'aeronautica e dall'inizio del 1952 presidente del Consiglio superiore delle forze armate. Dal febbraio 1952 al febbraio 1953 fu direttore generale dell'Aviazione civile e del Traffico aereo. Morì a Roma il 2 luglio 1997.
Il portale web dell'Aeronautica Militare ha proposto una pagina, intitolata "I grandi aviatori", dove vengono citate le maggiori personalità storiche dell'aviazione italiana, ponendo Briganti tra di esse. 
Negli anni 80 scrive il libro di memorie Oltre le nubi il sereno.
Il suo archivio personale è stato donato dai familiari all'Ufficio storico dell'aeronautica e al Museo storico dell'aeronautica di Vigna di Valle.